# Eduard Gubler
Eduard Gubler (* 27. März 1891 in Zürich; † 18. Mai 1971) war ein Schweizer Maler und Grafiker des Expressionismus und der Neuen Sachlichkeit sowie Kunstpädagoge.

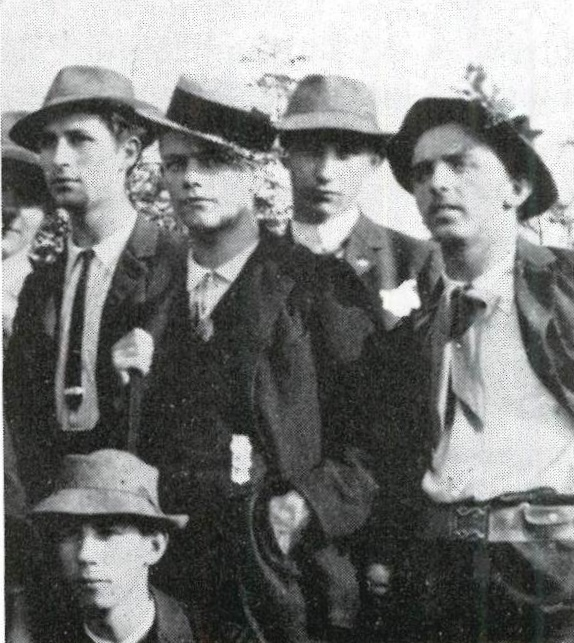
Eduard Gubler, links, auf einem Schulausflug während seiner Zeit am Lehrerseminar in Küsnacht. Rechts sein späterer Freund Karl Stamm

## Leben
Eduard Gubler war Ort älteste Sohn eines Malers. Dieser restaurierte die Riedertaler Wallfahrtskapelle in Uri. Eduard war der Bruder des Plastikers und Malers Ernst Gubler (1895–1958) sowie des Malers Max Gubler (1898–1973). Er kam 1905 mit seinem Vater erstmals ins Riedertal und verbrachte von diesem Zeitpunkt an regelmässig die Ferien in diesem abgelegenen Tal (Seitental des Schächentals), das eines seiner bevorzugten Landschaftsmotive wurde.
Nach dem Lehrerseminar in Küsnacht besuchte Gubler von 1913 bis 1916 die Kunstgewerbeschule, danach die Radierklasse bei Peter Halm an der Akademie der Bildenden Künste München. Im Januar 1916 begann Eduard die Arbeit an seinem ersten expressionistischen Bild, Der Blinde, zu dem auch ein Holzschnitt existiert, das er im März fertig stellte. Im Jahr 1918 kehrte er nach Zürich zurück und fand dort Beschäftigung als Zeichenlehrer an der Sekundarschule, wo er bis zu seiner Pensionierung tätig blieb.
Im Jahr 1918 mietete er einen Arbeitsraum im Atelier Letten, wo er anderen renommierten Künstlern dieser Zeit begegnete. Im April 1920 hielt er sich in Lugano auf und im Oktober 1921 erneut im Tessin, um sich von einer schweren Grippe zu erholen. 1925 heiratete er die 14 Jahre jüngere Maria Bilek, die er 1922  auf einer Reise durch Süddeutschland kennengelernt hatte. Mit ihr hatte er zwei Töchter: Maria (* 1930) und Verena (* 1943). 
Ab 1932 verbrachte Künstler die Sommerferien mit seiner Familie im Haus «Vorderer Talberg» im Riedertal. Gemeinsam mit seinem Vater verzierte er die Haldi-Kapelle auf den Schattdorfer Bergen. Gubler wohnte und arbeitete ab 1928 zeitlebens in einer Atelierwohnung im Dachgeschoss des damals neuerbauten Volkshauses am Helvetiaplatz in Zürich. Nach einem sechsmonatigen Spitalaufenthalt wurde er 1953 wegen eines Beinbruches vorzeitig pensioniert und widmete sich fortan ausschliesslich der Malerei.

## Werk
Eduard Gubler gehört zu den frühen und ausdrucksstarken Vertretern des Expressionismus, wandte sich aber bereits 1917 der Neuen Sachlichkeit zu. Sein erstes Gemälde, Der Blinde betitelt, entstand 1916.